# 山本聖子
山本 聖子（やまもと せいこ、1980年8月22日 - ）は、日本の女子レスリング選手兼指導者。神奈川県川崎市出身。血液型B型。身長165cm。本名はダルビッシュ 聖子（だるびっしゅ せいこ）。強豪ひしめく階級で三階級を制覇するなど目覚ましい活躍を遂げたが、五輪には未出場に終わった。

## 来歴
- トキワ松学園高等学校、日本大学通信教育部商学部をそれぞれ卒業後、ジャパンビバレッジに入社。
- 父は日本体育大学教授山本郁榮、姉・美憂、兄・徳郁の影響で5歳からレスリングを始める。世界選手権で1999年に51キログラム (kg) 級、2000年、2001年に56kg級、2003年に59kg級を制覇し、3階級で4度の世界王者となった。現役当時は主に59kg級で活躍した。
- 2004年のアテネオリンピックで女子レスリングが正式種目とされたが、世界選手権の48kg級、51kg級、55kg級、59kg級、63kg級、67kg級、72kg級からなる7階級とは異なる48kg級、55kg級、63kg級、72kg級の4階級しか採用されなかった。オリンピック出場を目指しウェイトの軽い55kg級で出場するも、オリンピック第2次代表選考会を兼ねたジャパンクイーンズカップ決勝で55kg級の王者吉田沙保里に敗れ、48kg級の姉とともにオリンピックに出場できなかった。
- 2006年3月、大崎OSOL所属のハンドボール日本代表の永島英明と婚約。
- 2006年7月、結婚のため現役を引退し、ジャパンビバレッジを退社。姉の美憂がマネジメント契約をしていたスポーツビズの所属となった。
- 2007年、第1子（男児）を出産。
- 2009年1月、現役復帰することを発表した。
- 2009年8月14日、3年ぶりの復帰戦となったポーランド・オープン女子59kg級に出場し、4試合を勝ち抜き、優勝。
- 2013年3月24日、 グラップリング初挑戦となったADCC ASIA TRIAL 2013の女子60kg未満級で優勝した[2]。
- 2013年6月6日、アメリカ女子ナショナルチームのコーチに就任。6月30日からコロラドスプリングスに滞在し、シニア部門のアシスタントコーチ及びジュニア部門の監督として米国選手の指導に当たる[3][4][5]。その時の教え子に、2016年のリオデジャネイロオリンピックの女子53kg級で吉田を破り金メダルを獲得したヘレン・マルーリスがいる[6]。
- 2013年10月19日、ADCC Worlds 2013の女子60kg未満級で銅メダルを獲得。
- 2014年9月22日、離婚したことを所属事務所が発表[7] 。
- 2014年11月18日 プロ野球選手のダルビッシュ有投手が山本と交際中[8] であると公表した。2015年2月22日にダルビッシュのブログで妊娠中であることを公表し、入籍予定は未定とした[9]。
- 2015年7月29日、第2子（男児）を出産し、7月30日にダルビッシュがツイッターで出産を公表[10] 。
- ダルビッシュとは当初は事実婚だったが、後に入籍[11]。
- 2017年3月に第3子（男児）を出産。
- 2019年11月に第4子（女児）を出産。
- 2022年8月に第5子（男児）を出産。[12]

## 戦績
- 全日本女子選手権 優勝(2000, 2001) 準優勝(1999, 2003)
- 全日本女子オープン選手権（ジュニア） 優勝(1994, 1995)
- JOCジュニアオリンピック 優勝(1996, 1997, 1998, 1999, 2000) 準優勝(1995)
- ショーブ女子国際大会 優勝(1996) 準優勝(1997, 1998)
- アジア女子選手権 優勝(1997, 2006)
- 全国高校女子選手権 優勝(1997)
- 全日本女子オープントーナメント 優勝(1998)
- ジャパンクイーンズカップ 優勝(1999) 準優勝(2000, 2002, 2003, 2004)
- 世界女子ジュニア選手権 優勝(1999, 2000)
- 世界女子選手権 優勝(1999, 2000, 2001, 2003)
- カナダカップ 優勝(2002)
- クリッパン国際大会 優勝(2003)
- ポーランド・オープン 優勝(2003)
- ポーランド・オープン 女子59kg級 優勝(2009)
- ADCC ASIA TRIAL 2013 女子60kg未満級 優勝（2013年）
- ADCC Worlds 2013 女子60kg未満級 銅メダル（2013年）